# Nanomelon
Nanomelon is een geslacht van weekdieren uit de klasse van de Gastropoda (slakken).

## Soorten
- Nanomelon viperinus Leal & Bouchet, 1989
- Nanomelon vossi Leal & Rios, 1990